# 千原しのぶ

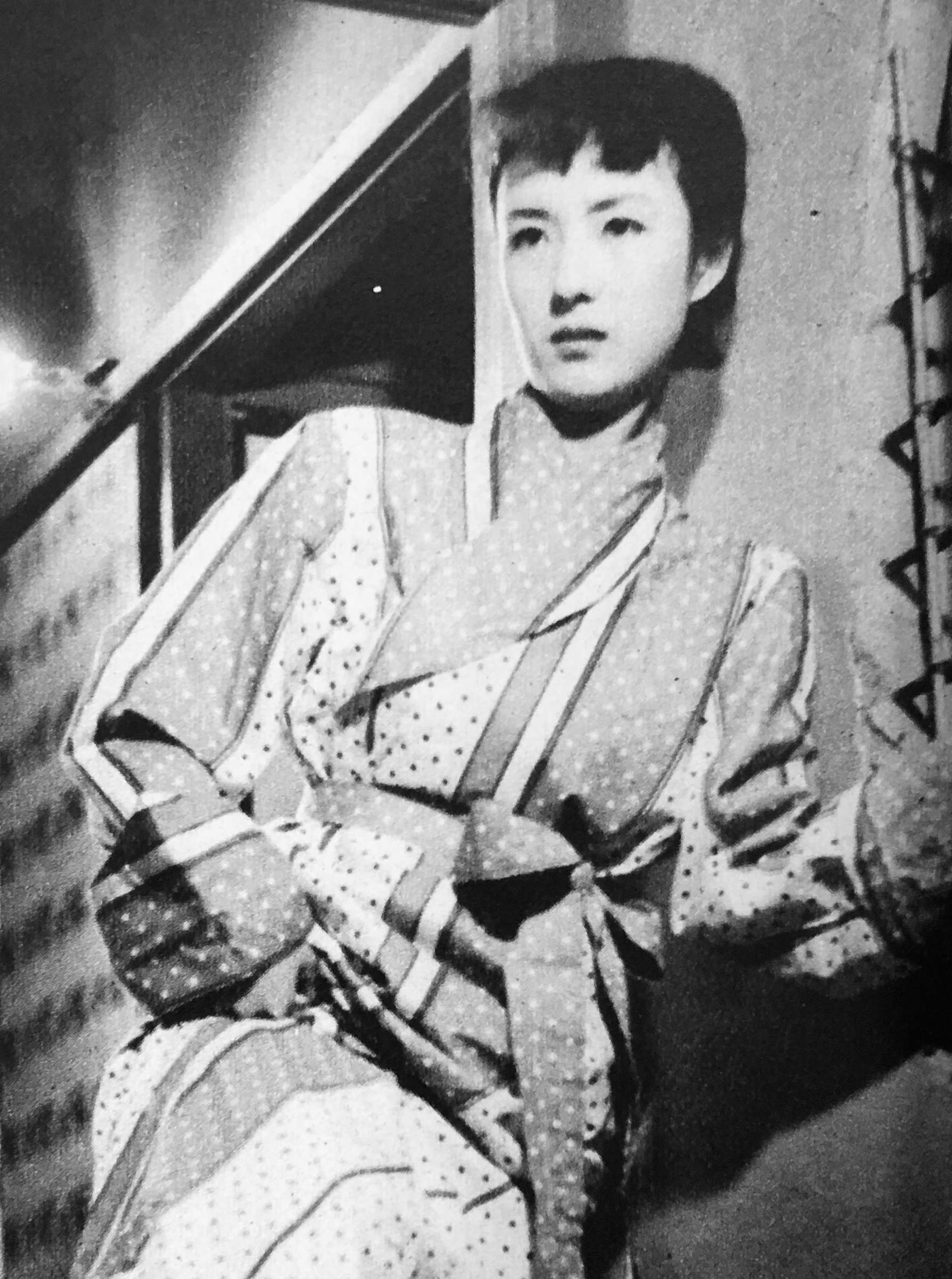
千原しのぶ（1955年）

千原 しのぶ（ちはら しのぶ、1931年1月16日 - 2009年11月22日）は、日本の女優。本名は石原知子。岡山県出身。

## 来歴・人物
久米郡久米町（現・津山市）出身。1952年に東映に入社する。片岡千恵蔵主演映画「忠治旅日記・逢初道中」でデビュー。1953年「大菩薩峠 甲賀一刀」に披擢され、シリーズに出演。1954年 - 1956年まで60本の映画に出演する。東映の「お姫様女優」の一人として活躍した。
1957年（昭和32年）1月13日、同1月20日から1月25日まで開催された日本映画見本市に出席のため、団長の東映社長の大川博らと共にニューヨークへ出発。当時はまだ海外渡航自由化の遥か前で、大変貴重なニューヨーク訪問となった。
月形龍之介、東千代之介、大川橋蔵の相手役もつとめた。1958年以降脇役に回る。
1974年に那覇市で呉服店開店。のちに京都市で高級オリジナル呉服を扱う「しのぶ好み」を経営。
1993年に相米慎二監督の『お引越し』、1995年に『南京の基督』で久々に映画に出演した。
全日本書芸学院副理事。
2009年6月、「中村錦之助（萬屋錦之介）十三回忌　錦之助映画祭りin京都Part2」のゲストで登場し、車椅子で酸素呼吸器をつけながらも元気な姿を見せたが、それから5ヶ月後に肺がんのため死去。

## 出演作品

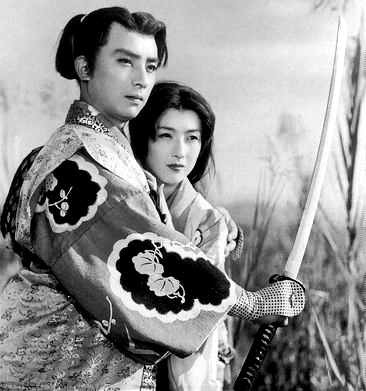
千原しのぶ（右）
----
『里見八犬伝 第二部 芳流閣の龍虎』（昭和29年、東映）。左は東千代之介。

### 映画
- 忠治旅日記 逢初道中（1952年）
- 大菩薩峠 甲賀一刀流の巻（1953年）
- 大菩薩峠 第二部 壬生と島原の巻 三輪神杉の巻（1953年）
- 大菩薩峠 第三部 竜神の巻 間の山の巻（1953年）
- 片目の魔王（1953年）
- 青空大名（1953年）
- 南国太平記（1954年）
- 真田十勇士 忍術猿飛佐助 忍術霧隠才蔵 忍術腕くらべ（1954年）
- 続南国太平記 薩南の嵐（1954年）
- 水戸黄門漫遊記 女郎蜘蛛の巻 妖血復讐鬼の巻 破邪義剣の巻（1954年）
- 血ざくら判官（1954年）
- 悪魔が来りて笛を吹く（1954年）
- 里見八犬伝 第二部 芳流閣の龍虎（1954年）
- 母恋人形（1954年）
- 唄ごよみいろは若衆（1954年）
- 犬神家の謎 悪魔は踊る（1954年）
- 続水戸黄門漫遊記 地獄極楽大騒ぎ（1954年）
- 快傑まぼろし頭巾（1954年）
- 三日月童子 第一篇 剣雲槍ぶすま（1954年）
- 三日月童子 第二篇 天馬空を征く（1954年）
- 三日月童子 完結篇 万里の魔境（1954年）
- 竜虎八天狗 第一部 水虎の巻（1954年）
- 竜虎八天狗 第二部 火龍の巻（1954年）
- 竜虎八天狗 第三部 鳳凰の巻（1954年）
- 竜虎八天狗 完結篇 追撃の巻（1954年）
- 新選組鬼隊長（1954年）
- 水戸黄門漫遊記 闘犬崎の逆襲（1954年）
- さいざんす二刀流（1954年）
- 月笛日笛 第一篇 月下の若武者（1955年）
- 月笛日笛 第二篇 白馬空を飛ぶ（1955年）
- 越後獅子祭 やくざ若衆（1955年）
- 月笛日笛 完結篇 千丈ケ原の激斗（1955年）
- まぼろし小僧の冒険 第一篇 平家部落の黄金（1955年）
- まぼろし小僧の冒険 第二篇 天狗ケ池の激斗（1955年）
- 水戸黄門漫遊記 第五話 火牛坂の悪鬼（1955年）
- 天兵童子 第一篇 波濤の若武者（1955年）
- 天兵童子 第二篇 高松城の蜜使（1955年）
- ふり袖侠艶録（1955年）
- 天兵童子 完結篇 日の丸初陣（1955年）
- 夕焼童子 第一部 出羽の小天狗（1955年）
- 御存じ快傑黒頭巾 新選組追撃（1955年）
- 夕焼童子 第二部 暁の槍騎隊（1955年）
- 旗本退屈男 謎の伏魔殿（1955年）
- まぼろし小僧の冒険 たつまきの決戦（1955年）
- まぼろし小僧の冒険 仁王坂の追撃（1955年）
- 幻術影法師（1955年）
- 幻術影法師 快剣士梵天丸（1955年）
- 獅子丸一平（1955年）
- 続獅子丸一平（1955年）
- 荒獅子判官（1955年）
- 水戸黄門漫遊記 幽霊城の佝僂男（1955年）
- 雄呂血の秘宝（1955年）
- 雄呂血の秘宝 完結後篇（1955年）
- 忍術左源太（1956年）
- 晴姿一番纏（1956年）
- 赤穂浪士 天の巻 地の巻（1956年）
- 狸小路の花嫁（1956年）
- 獅子丸一平 第三部（1956年）
- 続源義経（1956年）
- 水戸黄門漫遊記 怪力類人猿（1956年）
- 剣法奥儀 飛剣鷹の羽（1956年）
- 長脇差奉行（1956年）
- 悲恋 おかる勘平（1956年）
- 剣法奥儀 二刀流雪柳 （1956年）
- 江戸三国志 第一部（1956年）
- 江戸三国志 疾風篇（1956年）
- 若様侍捕物帳 魔の死美人屋敷（1956年）
- 怪談 千鳥ケ淵（1956年）
- 水戸黄門漫遊記 怪猫乱舞（1956年）
- 水戸黄門漫遊記 人喰い狒々（1956年）
- 忍術快男児（1956年）
- 海の百万石（1956年）
- 危し!獅子丸一平（1956年）
- やくざ大名（1956年）
- 獅子丸一平 完結篇（1956年）
- 魔像（1956年）
- 新諸国物語 七つの誓い 黒水仙の巻（1956年）
- 新諸国物語 七つの誓い　奴隷船の巻（1957年）
- 新諸国物語 七つの誓い　凱旋歌の巻（1957年）
- 暴れん坊街道（1957年）
- 源氏九郎颯爽記 濡れ髪二刀流（1957年）
- 鞍馬天狗 角兵衛獅子（1957年）
- 鞍馬天狗 御用盗異聞（1957年）
- 喧嘩道中（1957年）
- ふたり大名（1957年）
- 仇討崇禅寺馬場（1957年）
- 阿波おどり 鳴門の海賊（1957年）
- 水戸黄門（1957年）東映京都 - 掏摸お六
- 若さま侍捕物帳 鮮血の人魚（1957年）
- 佐々木小次郎 後篇（1957年）
- はやぶさ奉行（1957年） お景
- 任侠東海道（1958年）
- 神変麝香猫（1958年）
- 千両獅子（1958年）
- 旅笠道中（1958年）
- 大江戸七人衆（1958年）
- 伊那の勘太郎（1958年）
- 血汐笛（1958年）
- 新選組（1958年）
- 若君千両傘（1958年）
- 旗本退屈男（1958年）
- 紫頭巾（1958年）
- いろは若衆 ふり袖ざくら（1959年）
- 忠臣蔵 桜花の巻 菊花の巻（1959年）
- ふたり若獅子（1959年）
- 怪談一つ目地蔵（1959年）
- 雪之丞変化（1959年）
- 壮烈新選組 幕末の動乱（1960年）
- 次郎長血笑記 秋葉の対決（1960年）
- 次郎長血笑記 殴り込み道中（1960年）
- 砂絵呪縛（1960年）
- 桃太郎侍 江戸の修羅王（1960年）
- 桃太郎侍 南海の鬼（1960年）
- 次郎長血笑記 富士見峠の対決（1960年）
- 神田祭り 喧嘩笠（1960年）
- 妖刀物語 花の吉原百人斬り（1960年）
- 次郎長血笑記 殴り込み荒神山（1960年）
- 緋ぼたん浪人（1960年）
- お奉行さまと娘たち（1961年）
- 江戸っ子肌（1961年）
- 赤穂浪士（1961年）
- 忍術使いと三人娘（1961年）
- 気まぐれ鴉（1961年）
- 港祭りに来た男（1961年）
- 千姫と秀頼（1962年）
- 胡蝶かげろう剣（1962年）
- 怪談三味線掘（1962年）
- 紀州の暴れん坊（1962年）
- 裏切者は地獄だぜ（1962年）
- 恋と十手と巾着切（1963年）
- 伝七捕物帖 女狐小判（1963年）
- 右京之介巡察記（1963年）
- 人斬り笠（1964年）
- 暗黒街大通り（1964年）
- 悪坊主侠客伝（1964年）
- 山口組三代目（1973年）
- ちゃんばらグラフィティー 斬る!（1981年）
- お引越し（1993年）
- 南京の基督（1995年）

### テレビドラマ
- 祇園の男（1963年、NET）
- 特別機動捜査隊 第67話「にせもの」（1963年2月6日、NET）
- 松本清張シリーズ・黒の組曲 第43話「失敗」（1963年2月18日・19日、NHK） - 大岩くみ子
- 鉄道公安36号 第16回「声なき絶叫」（1963年9月18日、NET）
- ライオン奥様劇場「妻の座」（1966年、CX）
- 銭形平次 第32話「三日目の鐘」（1966年、CX） - 美代吉
- 日本剣客伝 第7話「針谷夕雲」（1968年、NET）
- 旅がらすくれないお仙 第7話「別れるなんてダメよ」（1968年、NET）
- 仇討ち 第18話「その影を斬れ」（1969年、TBS）
- 翔べ! 必殺うらごろし 第17話「美人画から抜け出た女は何処へ?」（1979年、ABC / 松竹） - 師匠
- 源九郎旅日記 葵の暴れん坊 第39話「陸奥みやげ三春駒」（1983年、ANB） - おせい
- 大奥 第35話「運の悪い女たち」・第36話「密会」（1983年、KTV） - 中井蔦枝
- 12時間超ワイドドラマ / 徳川風雲録 御三家の野望（1986年、TX）
- 暴れん坊将軍シリーズ（ANB/東映）
  - 暴れん坊将軍III 第44話「母の情けの舞扇」（1988年） - お貞
  - 暴れん坊将軍IV 第4話「裏切り者に涙あり!」（1991年） - 妓楼の女将
  - 暴れん坊将軍V 第26話「刃傷! 慕情消えやらず」（1993年） - 庵主
- 火曜サスペンス劇場 / 京都殺人街道シリーズ（1989年～1993年、NTV）